# Zuzana Čaputová
Zuzana Čaputová (rozená Strapáková, * 21. června 1973 Bratislava) je slovenská politička, advokátka, občanská aktivistka a v letech 2019 až 2024 prezidentka Slovenské republiky. Úřadu se ujala jako první žena a ve 45 letech také jako nejmladší osoba v nejvyšší ústavní funkci.
Před zvolením do funkce prezidentky působila jako právnička, advokátka a občanská aktivistka. Je spoluzakladatelkou a bývalou místopředsedkyní liberálního hnutí Progresívne Slovensko. Dlouhodobě působila v neziskovém sektoru jako spolupracovnice občanského sdružení VIA IURIS, které se věnuje posílení právního státu a prosazování spravedlnosti ve vybraných oblastech práva. V roce 2016 byla jako právnička občanské iniciativy Skládka nepatří do města, usilující o uzavření skládky odpadů v Pezinku, oceněna Goldmanovou environmentální cenou. Problematice Pezinské skládky se věnovala 14 let. V září 2017 oznámila odchod z týmu VIA IURIS a návrat do advokátní praxe. V rámci advokacie měla v úmyslu se i nadále věnovat environmentálním tématům.
Dne 6. května 2019 získala v Bruselu ocenění Evropská osobnost roku. Tato cena se uděluje evropským lídrům za mimořádné úspěchy v oblasti politiky, obchodu a inovací a týká se mužů a žen, „kteří formují Evropu“.

## Osobní život
Zuzana Čaputová se narodila v Bratislavě, téměř celý život však prožila v Pezinku. Její matka Katarína Strapáková byla administrativní pracovnice, otec Štefan Strapák ředitel pobočky pojišťovny.

### Vzdělání a právnická kariéra
Navštěvovala základní školu v Pezinku. Od roku 1991 studovala na Právnické fakultě Univerzity Komenského v Bratislavě. Studium práv zakončila v roce 1996. Během studia a po jeho skončení pracovala v místní samosprávě v Pezinku, nejprve jako asistentka na právním oddělení, poté jako zástupkyně přednosty městského úřadu.
Později působila v neziskovém sektoru, kde se věnovala veřejné správě a problematice týraných a zneužívaných dětí. Následně pracovala jako projektová manažerka na projektu rozvoje místních komunit v občanském sdružení EQ Klub.
V letech 2005–2010 vykonávala praxi jako advokátní koncipientka. Od 15. srpna 2005 do 31. srpna 2007 u advokátky Mgr. Evy Kováčechové, od 1. září 2007 do 31. ledna 2009 u advokátky Mgr. Zuzany Dlugošové a od 14. března 2009 do 31. ledna 2010 v obchodní společnosti Advokátská kancelář Tomáš Kamenec s. r. o.

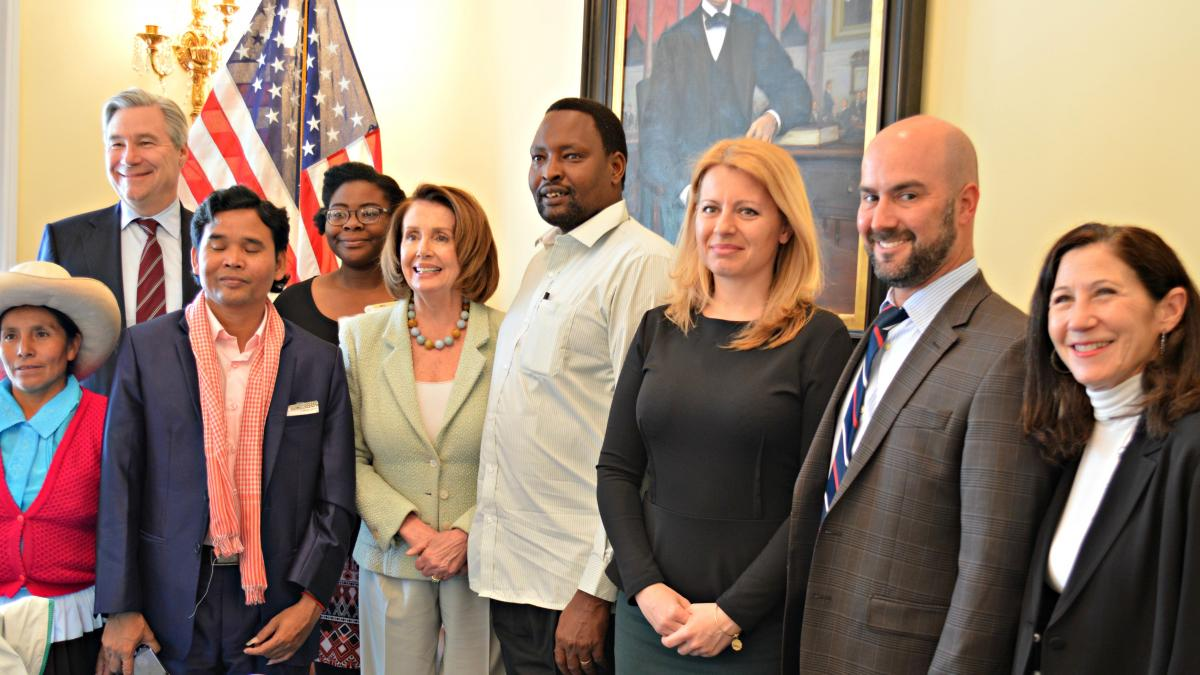
Zuzana Čaputová (třetí zprava) s dalšími oceněnými Goldmanovou cenou a tehdejší vůdkyní menšiny Sněmovny reprezentantů Nancy Pelosiovou (pátá zprava)

Je autorkou a spoluautorkou několika publikací a členkou celosvětové sítě environmentálních právníků ELAW (Environmental Law Alliance Worldwide).
V roce 2016 byla jako právnička občanské iniciativy Skládka nepatří do města vyznamenána Goldmanovou environmentální cenou za boj o uzavření skládky odpadu v Pezinku. Problematice pezinské skládky se aktivně věnovala 14 let. Právě při této příležitosti se dostala do sporu s kontroverzním podnikatelem Mariánem Kočnerem, ten zastupoval firmu, která chtěla novou skládku v Pezinku založit.
V září 2017 oznámila odchod z týmu VIA IURIS a pokračovala v advokátské praxi. V rámci advokacie plánovala věnovat se i nadále environmentálním tématům.

### Rodinný život
Zuzana Čaputová žije s dvěma dcerami v Pezinku. V září 2018 se rozvedla s Ivanem Čaputou. V únoru 2019 na facebookovém účtu poprvé oficiálně naznačila partnerský vztah s hudebníkem, výtvarníkem, básníkem a překladatelem Peterem Konečným, pocházejícím také z Pezinku, jenž ji následně začal doprovázet v prezidentské kampani. V květnu 2020 byl medializován její poměr s Jurajem Rizmanem, bývalým ředitelem slovenské pobočky Greenpeace a ředitelem komunikace Greenpeace pro střední a východní Evropu, jenž se opakovaně stal Mluvčím roku. Oba společně působili v občanském sdružení Via iuris a Rizman tehdejší advokátce také poskytoval podporu v kauze pezinské skládky.

## Politická kariéra

### Místopředsedkyně Progresivního Slovenska
V prosinci 2017 oznámila vstup do vznikajícího politického hnutí Progresívne Slovensko a v lednu 2018 byla na ustavujícím sněmu zvolena místopředsedkyní. Této funkce se vzdala 19. března 2019 po prvním kole prezidentských voleb a na sněmu 8. května téhož roku požádala o zrušení členství v hnutí.

### Kandidatura v prezidentských volbách 2019

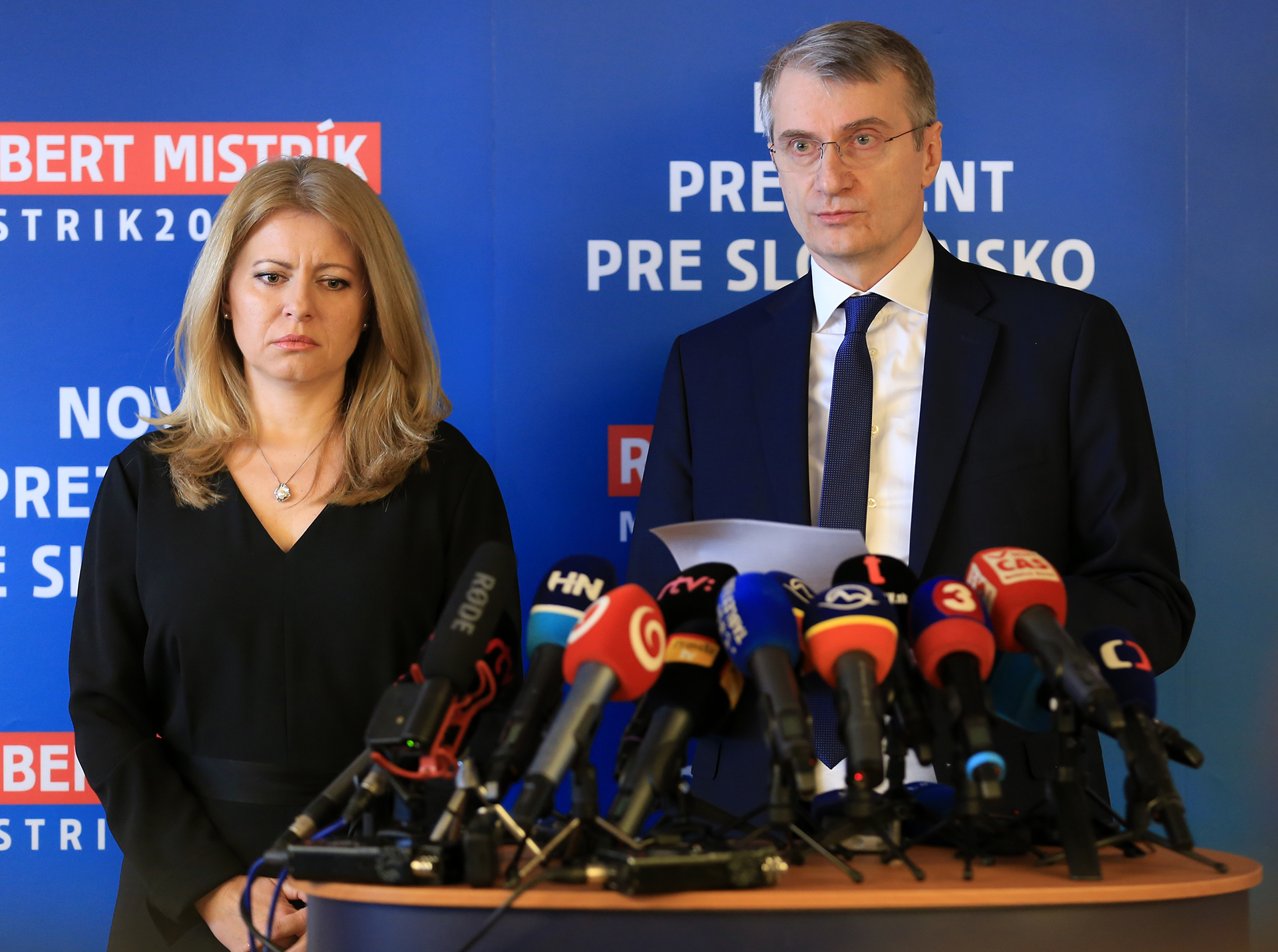
Robert Mistrík 26. února 2019 oznámil odstoupení z prezidentské kampaně ve prospěch Zuzany Čaputové

V prezidentských volbách získala v prvním kole relativní většinu hlasů, a to 40,57 %. Nejvíce to bylo v Bratislavském kraji (59,65 % hlasů) a nejméně v Prešovském kraji (30,29 %). V souvislosti s výsledkem voleb oznámila, že se vzdá svého postu místopředsedkyně v hnutí Progresívne Slovensko. Ve druhém kole voleb zvítězila s 58 % hlasů nad svým protikandidátem Marošem Šefčovičem, místopředsedou Evropské komise a komisařem pro energetickou unii.
V rozhovoru s Denníkem N řekla, že svoje pohlaví v těchto volbách nepovažuje za handicap.

#### Volební program

##### Spravedlnost pro všechny
Opakovaně tvrdila, že na Slovensku neplatí spravedlnost pro všechny stejnou mírou. Jako prezidentka chtěla vyvíjet maximální tlak na okamžité a systémové změny v policii, prokuratuře a justici. Byla také přesvědčená, že policejní sbor musí fungovat jako nezávislá instituce oddělená od vlivů politiků, a v jejím čele musí být profesionál. Také tvrdila, že je potřeba, aby prokuratura byla pod veřejnou kontrolou.

##### Důstojnost pro seniory
Jako prezidentka chtěla pracovat na tom, aby co nejvíce seniorů trávilo své stáří v domácí péči či péči menších pečovatelských zařízení. Usilovala o tlak na vládu a kraje, aby tyto služby byly finančně podporovány.

##### Ochrana životního prostředí
Bohatství Slovenska viděla podle svého programu zejména v přírodě: v lesích překypujících životem, v čistých řekách a podzemní vodě, které jsou zásobou pitné vody, a také v úrodných polích, které lidem dávaly práci, zároveň i obživu. Ochrana životního prostředí neměla být jen okrajovým politickým tématem. Za problematický označila přístup vlády, který umožňoval masivní, a často i nelegální kácení lesů ve prospěch některých podnikatelských skupin. Jako prezidentka chtěla prosazovat, aby minimálně 5 procent ekologicky nejvzácnějšího území zůstalo zachovaných jako bez zásahu člověka.

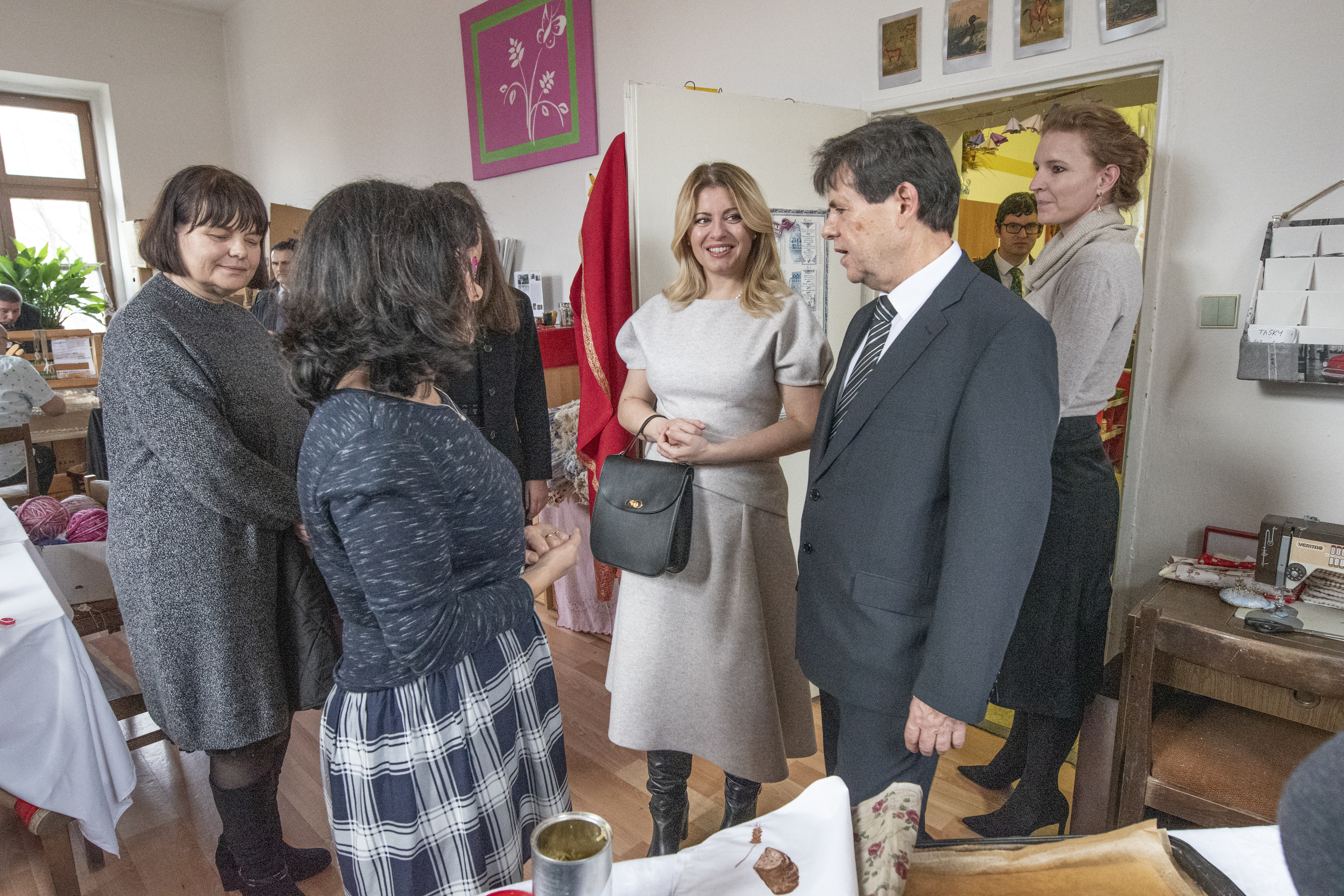
Návštěva Domova sociálních služeb ve Stupavě

##### Registrovaná partnerství
V relaci V politike televizní stanice TA3 uvedla, že je pro legalizaci registrovaných partnerství. V diskusi se svým protikandidátem Mistríkem se přiklonila k možnosti adopce dětí páry homosexuálů: „Preferujem to, aby dieťa malo biologickú matku, biologického otca. V prípade ak by malo vyrastať v ústavnej starostlivosti, myslím si, že by mu bolo lepšie s dvoma milujúcimi bytosťami, hoci aj rovnakého pohlavia.“

### Prezidentka republiky

#### Inaugurace
Inaugurace proběhla v poledne 15. června 2019 v bratislavské budově Reduta. Předepsaný slib složila na slavnostní schůzi Národní rady Slovenské republiky do rukou předsedy Ústavního soudu SR Ivana Fiačana ve 12.06 nebo 12.07. Šest až sedmi minutové zpoždění bylo zapříčiněno neočekávaným projevem předsedy Národní rady Andreje Danka, což vyvolalo polemiky o tom, kdo byl v tu dobu vlastně hlavou státu. Podle Ladislava Špačka po tuto dobu Slovensko nemělo prezidenta a Dankův projev označil za nemístný. Nový poradce prezidentky pro ústavní právo Peter Kubina však řekl, že se nic takové nestalo a prezidentem byl po tuto dobu stále Andrej Kiska, jehož mandát uplynul po složení slibu Zuzany Čaputové. Kancelář Národní rady se proti Špačkovi ohradila, že si má nastudovat Ústavu SR a požádala o veřejnou omluvu.

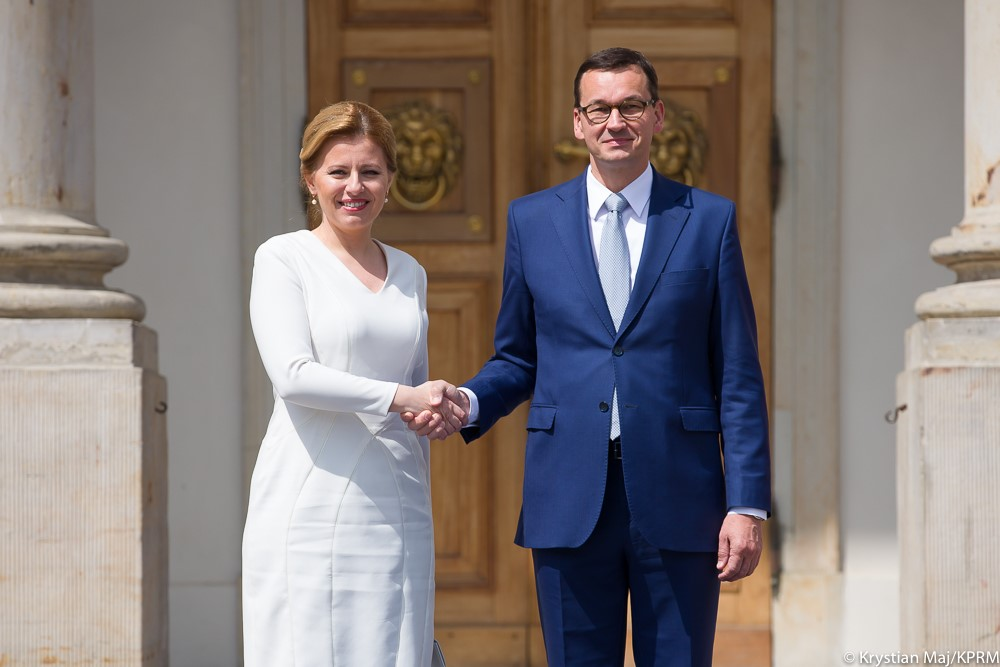
S polským premiérem Morawieckým

Po složení slibu přednesla svůj první projev v úřadu prezidentky. Řekla, že bude usilovat o to, aby byla prezidentkou všech občanů, pronesla také následující větu: „Neprišla som vládnuť, prišla som slúžiť občanom, obyvateľom, Slovensku.“ Ve svém projevu Slovensko pochválila a i kritizovala. Vyzdvihla například aktivní a vyspělou občanskou společnost, která si umí navzájem pomáhat, kritizovala pak například to, že mnoho Slováků stále žije v chudobě. Zavázala se pak, že naplno využije své pravomoci k tomu, aby každý občan, tedy bez ohledu na výšku platu, etnický původ, příslušnost k menšinovým skupinám měl přístup ke kvalitní zdravotní péči.
Následovala vojenská přehlídka, pěší procházka městem do katedrály svatého Martina, ekumenická bohoslužba Te Deum, symbolické převzetí úřadu a Grasalkovičova paláce, oběd se seniory, pokládání věnců u památníku svobody v Devíně, položení kytic na hrob Michala Kováče a slavnostní recepce v Redutě.
Část od 11.45 do 13.00, tedy složení slibu a vojenskou přehlídku sledovala Česká televize ve svém mimořádném vysílání.

#### Setkání s ústavními činiteli
V úterý 18. června 2019 se sešla nejprve s předsedou Národní rady Andrejem Dankem, poté s předsedou vlády Petrem Pellegrinim, přičemž na tiskové konferenci obeznámila veřejnost o obsahu těchto jednání. Vyjádřila zájem zopakovat deklaraci tří nejvyšších ústavních činitelů o zahraniční politické orientaci Slovenska. Na tuto výzvu zbylí dva ústavní činitelé reagovali se zájmem. Tato deklarace byla podepsána o devět dní později, tedy 27. června. Zopakovali tak Společné vyhlášení ústavních činitelů k prioritám členství SR v EU a NATO z roku 2017.
Andrej Danko vyjádřil zájem o pravidelná setkání nejvyšších ústavních činitelů, Peter Pellegrini se pak s prezidentkou dohodl na pravidelné komunikaci.

#### Zástupci v soudní radě SR
Dne 18. června 2019 jmenovala do soudní rady Slovenské republiky, a to Elenu Berthotyovou, která již tuto funkci zastávala, a Lajose Mészárose, bývalého soudce slovenského ústavního soudu.

#### První zahraniční cesta

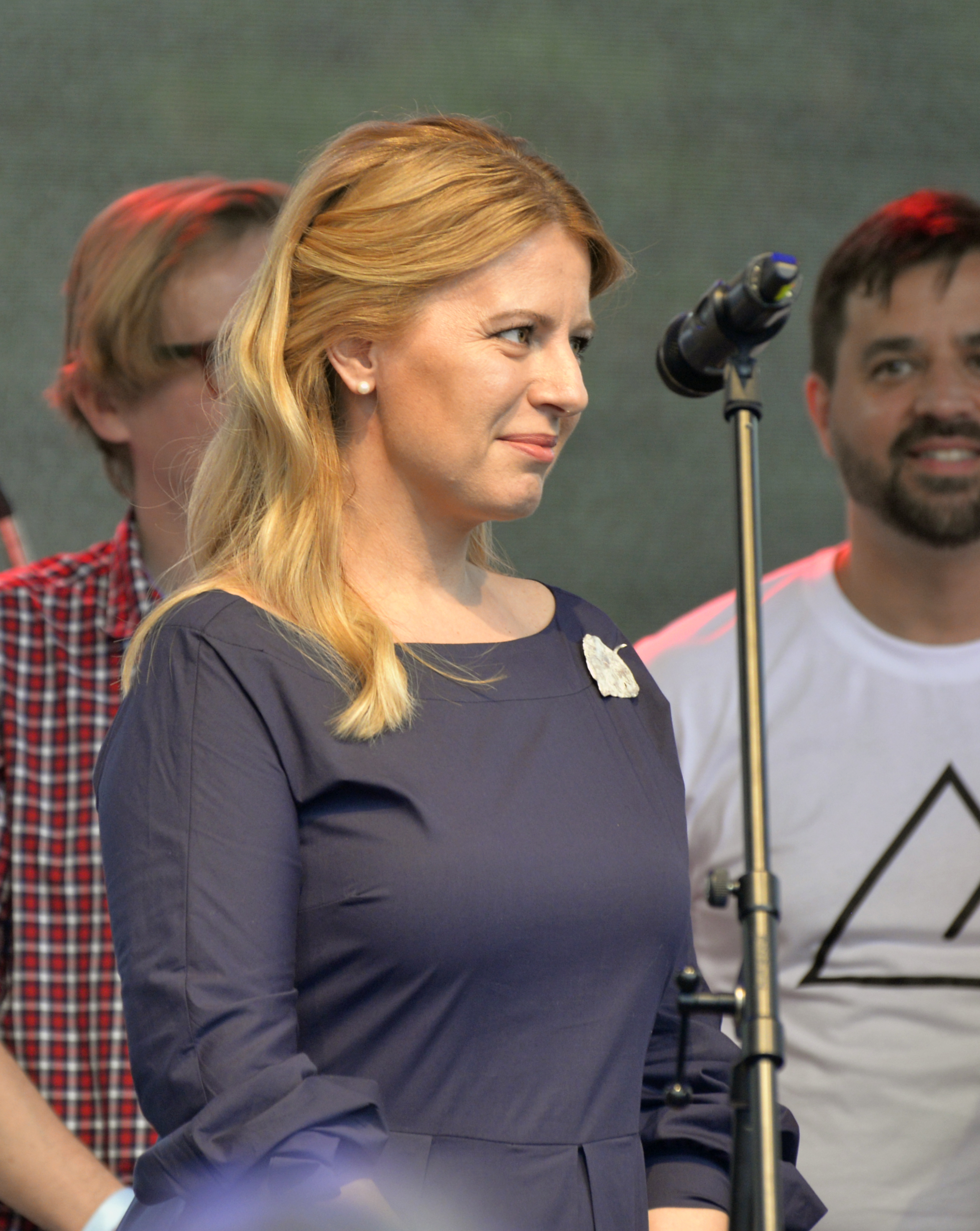
Zuzana Čaputová během první oficiální návštěvy Česka – na koncertu „Zuzana není sama doma“, 20. června 2019

V souladu s tradicí, kterou zavedli čeští a slovenští prezidenti se Zuzana Čaputová na svou první zahraniční cestu vydala do České republiky. Za českým prezidentem Milošem Zemanem přijela na Pražský hrad dopoledne ve čtvrtek 20. června 2019. Spolu pohovořili, poobědvali a následovala tisková konference. Na ní český prezident ocenil přátelskou atmosféru.
Odpoledne se pak Zuzana Čaputová setkala se zástupci Parlamentu České republiky, nejprve s předsedou Senátu Jaroslavem Kuberou, později s předsedou Poslanecké sněmovny Radkem Vondráčkem.
Poté položila věnce k soše Milana Rastislava Štefánika. Položením květiny na hrob Václava Havla uctila jeho památku. Oficiální program byl zakončen účastí koncertu Zuzana není sama doma, který zorganizovali především Slováci žijící v Česku.

#### Důvěryhodnost

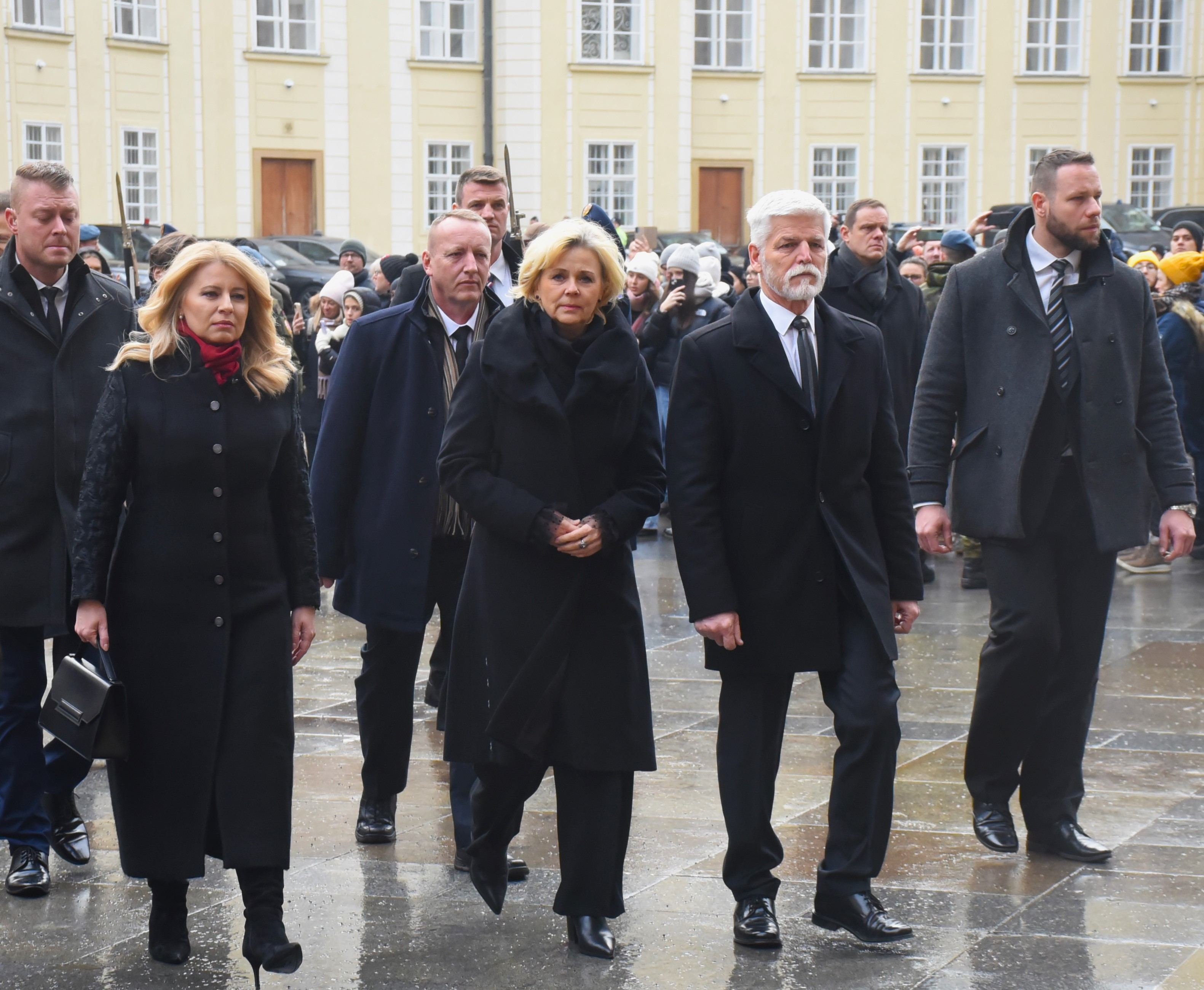
S českým prezidentským párem během pohřbu Karla Schwarzenberga na Pražském hradě v prosinci 2023

Podle průzkumu agentury AKO z dubna 2020 věřilo prezidentce až 83,5 % Slováků. Nedůvěřovalo jí pak 12,3 % z dotázaných a zbylí neuměli odpovědět. Dle průzkumu agentury Focus pro televizi Markíza jí věřilo 62 % lidí, nevěřilo jí pak 30 %. V lednu 2020 jí podle průzkumy stejné agentury důvěřovalo 58 %, nedůvěřovalo pak 39 % lidí.
Dle průzkumu agentury Focus v červnu 2022 nebyla poprvé od svého zvolení do úřadu prezidentky v čele žebříčku, důvěřovalo ji pouze 42 % dotázaných, na prvním místě se umístil předseda strany HLAS – sociálna demokracia Peter Pellegrini, kterému důvěřovalo 44 % dotázaných.

### Neobhajoba mandátu
Dne 20. června 2023 oznámila, že se nebude ucházet o mandát v druhém volebním období. Rozhodnutí zdůvodnila nedostatkem sil.

### Kritika snahy o zrušení Úřadu speciální prokuratury
Čaputová se opakovaně kriticky vyjadřuje k záměru vlády Roberta Fica zrušit Úřad speciální prokuratury. Poté co Národní rada Slovenské republiky odhlasovala 8. února 2024 balík změn v trestním právu včetně zrušení speciální prokuratury Čaputová uvedla, že schválená novela trestního zákoníku je špatnou zprávou pro Slovensko a pro všechny jeho občany a že zváží své další kroky tak, aby zákon nenabyl platnosti.

## Dílo
- Neztratit se sama sobě (rozhovor s Erikem Taberym), Respekt 2024

## Ocenění
- 2016 – Goldmanova cena za aktivity v souvislosti s uzavřením skládky v Pezinku.[47]
- 2019 – Evropská osobnost roku, která se uděluje evropským lídrům za mimořádné úspěchy v oblasti politiky, obchodu a inovací a týká se mužů a žen, „kteří formují Evropu“.[8]
- 2019 – Titul Ambasádorka životného prostredia 2019, který udělují Slovenský svaz ochránců přírody a krajiny, Společností pro trvale udržitelný život v SR a Slovenským sněmem ochránců.[48]
- 2019 – Evropská cena za politickou kulturu[49]
- 2019 – Pamětní plaketa Stromu pokoja, kterou uděluje Občanské sdružení Servare et Manere (Vojenský hřbitov v Brookwoodu, 4. prosince).[50]
- 2021 – Stříbrná medaile předsedy Senátu za mimořádnou starostlivost o pravdu, svobodu, politickou kulturu a vládu práva[51]
- 2022 – Cena Svobody Nadace Friedricha Naumanna[52]
- 2022 – Cena císaře Otty[53]
- 2023 – Zlatá medaile Univerzity Karlovy[54]
- 2024 – Vision for Europe za vytváření Evropy s jasnou hodnotovou vizí[55]

## Vyznamenání
- Velkokříž Řádu Spasitele, Řecko (2022)[56]
- Velkokříž Řádu nizozemského lva, Nizozemsko (2023)[57]
- Řád knížete Jaroslava Moudrého, Ukrajina (2024)[58]
- Řád bílé orlice, Polsko (2024)[59]
- Velkohvězda Čestného odznaku Za zásluhy o Rakouskou republiku, Rakousko (2024)[60]
- Řád Bílého lva občanské skupiny I. třídy za přínos k rozvoji česko-slovenských vztahů, Česká republika (udělil Petr Pavel 13. června 2024)[61]

## Odraz v kultuře
O prezidentském období Zuzany Čaputové natočil režisér Marek Šulík dokumentární film Prezidentka, který měl premiéru v říjnu 2024.